# Kelisia graminicola
Kelisia graminicola är en insektsart som beskrevs av Frederick Arthur Godfrey Muir 1926. Kelisia graminicola ingår i släktet Kelisia och familjen sporrstritar. Inga underarter finns listade i Catalogue of Life.